# Nationale Kunstbeurs
De Nationale Kunstbeurs is een kunstevenement in Paramaribo. Het wordt, op een tussenpoze in de jaren tachtig na, jaarlijks georganiseerd van eind oktober tot begin november. 
De kunstbeurs is voornamelijk bedoeld voor de presentatie van werk van Surinaamse kunstenaars. Vanaf 1988 ligt de organisatie in handen van de Rotary. Sindsdien zijn er vernieuwingen doorgevoerd en worden er soms buitenlandse inzendingen toegelaten. Daarnaast worden er aan volwassenen en kinderen workshops gegeven. Tijdens de editie van 2018 werden schilderijen, keramiek, beeldhouwwerken, fotografie, een installatie en digital art getoond.

## Geschiedenis en locaties
De Nationale Kunstbeurs werd in 1965 voor het eerst gehouden. Aan de wieg staonden Hans Lie en Richard de Keyzer. De eerste editie vond plaats in de Palmentuin. Vier jaar later verhuisde het naar het terrein van het culturele centrum Ons Erf aan de Prins Hendrikstraat. Op deze plek werd het tot en met 2012 georganiseerd, met een onderbreking van acht jaar sinds de militaire staatsgreep van 1980. In 1988 werd de beurs nieuw leven ingeblazen, door de Surinaamse diplomaat Henri Guda.
Ons Erf is sinds eind 2012 verhuurd als nevenvestiging van de Centrale Bank van Suriname, waardoor de kunstbeurs sinds die tijd op andere locaties wordt georganiseerd.
In 2013 werd het gehouden in het Gardenhouse van De Surinaamsche Bank (DSB), in 2014 in Sana Budaya en in 2015 opnieuw in de tuin van de DSB. In 2016 en 2017 werd het gehouden op twee locaties, namelijk zowel in Hotel Torarica als in De Hal. In 2018 werd het georganiseerd in Hotel Krasnapolsky. Hier werd mede voor gekozen vanwege het 250-jarige bestaan van de eigenaar, de Firma Kerstens.
In 2020 en 2021, tijdens de coronacrisis in Suriname, werd gekozen voor een virtuele expositie. In 2021 wordt een verhuizing naar het voormalige onderkomen van JusPol, tussen de KKF-hal en de Congreshal, voorbereid. De kunstbeurs werd toen virtueel georganiseerd. Eind oktober 2022 werd de kunstbeurs opnieuw in De Hal georganiseerd.

## Galerij
| Nationale Kunstbeurs in het Hotel Krasnapolsky, 2018 |
| Nationale Kunstbeurs in het Hotel Krasnapolsky, 2018 |